# 特魯多維克 (大羅加奇克區)
47°16′44″N 34°16′49″E / 47.27889°N 34.28028°E
特魯多維克（烏克蘭語：Трудовик）是位於烏克蘭南部的村莊，由赫爾松州卡霍夫卡區的上羅哈奇克市鎮負責管轄。該村面積0.13平方公里，海拔高度33米，2001年人口30，人口密度每平方公里236.2人。